# Salsein
 Salsein  es una población y comuna francesa, en la región de Mediodía-Pirineos, departamento de Ariège, en el distrito de Saint-Girons y cantón de Castillon-en-Couserans.

## Demografía
| 68 | 56 | 42 | 35 | 30 | 41 |
| Para los censos de 1962 a 1999 la población legal corresponde a la población sin duplicidades (Fuente: INSEE [Consultar]) |    |    |    |    |    |